# Kreis Schleswig-Flensburg
Kreis Schleswig-Flensburg (danska: Slesvig-Flensborg amt) är en landkreis i det tyska förbundslandet Schleswig-Holstein med Schleswig som huvudort. Det är den till ytan näst största landkreisen i Schleswig-Holstein efter Kreis Rendsburg-Eckernförde. I juni 2005 bodde 197 241 människor här. Bilarna har SL på nummerskyltarna.

## Geografi
Kreis Schleswig-Flensburg gränsar i norr till Danmark, i öster Östersjön, i söder Kreis Rendsburg-Eckernförde, i sydväst Kreis Dithmarschen och i väst Kreis Nordfriesland. I norr ligger den kreisfria staden Flensburg, som är en enklav i Kreis Schleswig-Flensburg. Den högsta höjden i området når bara 71 meter över havet.

## Befolkning
I området bor en dansk minoritet på cirka 12 800 personer. För den dansktalande minoriteten finns bland annat skolor där undervisningsspråket är danska. Det ges även ut en danskspråkig tidning vid namn Flensborg Avis.

## Administrativ indelning
I förvaltningsrättslig mening finns i modern tid ingen skillnad mellan begreppet Stadt (stad) gentemot Gemeinde (kommun). 

### Amtsfria städer och kommuner
| - Glücksburg (stad) - Handewitt | - Harrislee | - Kappeln (stad) | - Schleswig (stad) |

### Amt i Kreis Schleswig-Flensburg
| - Amt Arensharde - Amt Eggebek - Amt Geltinger Bucht - Amt Haddeby | - Amt Hürup - Amt Kappeln-Land - Amt Kropp-Stapelholm | - Amt Langballig - Amt Mittelangeln - Amt Oeversee | - Amt Schafflund - Amt Südangeln - Amt Süderbrarup |